# Lycaena lampertii
Lycaena lampertii är en fjärilsart som beskrevs av Wheel. Lycaena lampertii ingår i släktet Lycaena och familjen juvelvingar. Inga underarter finns listade i Catalogue of Life.